# Biokunststoff-Verpackung

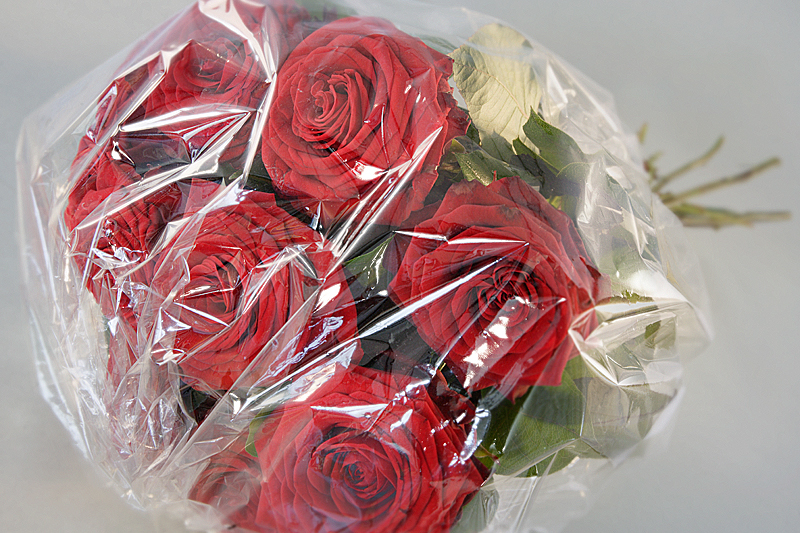
Blumenfolie aus PLA-Biokunststoff

Biokunststoff-Verpackungen sind Verpackungen, die ganz oder zu einem erheblichen Anteil aus bio-basierten Kunststoffen und/oder biologisch abbaubaren Kunststoffen bestehen. Mit Biokunststoffen verbinden sich Hoffnungen, fossile Rohstoffe durch natürliche Rohstoffe aus Land-, Forst- oder Fischerei-Wirtschaft zu ersetzen und das Plastikmüll-Problem zu lindern.
Der Begriff Biokunststoff ist nicht gesetzlich geschützt und wird für verschiedene Materialien verwendet. Als „Biokunststoffe“ werden vor allem Polymere bezeichnet, die ganz aus nachwachsenden Rohstoffen oder aus Mischungen von petrochemischen und bio-basierten Ausgangsstoffen („bio-attribuierte“ Chemikalien) hergestellt werden und die im Idealfall zumindest in industriellen Kompostieranlagen biologisch abbaubar sind. In manchen Ländern werden unter dieser Bezeichnung auch „oxo-abbaubare“ Kunststoffe angeboten (die jedoch in der Europäischen Union und einer Reihe weiterer Staaten verboten sind).
Biokunststoff-Verpackungen ersetzen zunehmend Verpackungen aus herkömmlichen Kunststoffen, aber auch aus anderen Materialien wie Papier oder Verbundverpackungen. Verpackungen sind für Biokunststoffe – wie für Kunststoffe allgemein – der mengenmäßig wichtigste Einsatzbereich. Obwohl Biokunststoffe zunehmend auch in langlebigen Produkten zu finden sind, werden sie v. a. für kurzlebige Lebensmittel-Verpackungen gebraucht, zum Beispiel für Brottüten oder Frischhalte-Folien.
Die wichtigsten Biokunststoff-Sorten, die im Verpackungsbereich eingesetzt werden, sind Polymilchsäure (PLA; meist in Blends mit anderen Kunststoffen, etwa PHA), Thermoplastische Stärke (TPS) und Celluloseacetat. Aus Zuckerrohr werden biobasiertes Polyethylen (Bio-PE) und Polypropylen (Bio-PP) hergestellt, die nicht biologisch abbaubar sind, aber recycelt werden können. Weitere Biokunststoff-Sorten sind noch im Forschungs- und Entwicklungsstadium: Polyethylenfuranoat (PEF) zum Beispiel, aus Fructose hergestellt, hat das Potential, einmal dem fossilen Massenkunststoff PET Konkurrenz zu machen.

## Geschichte

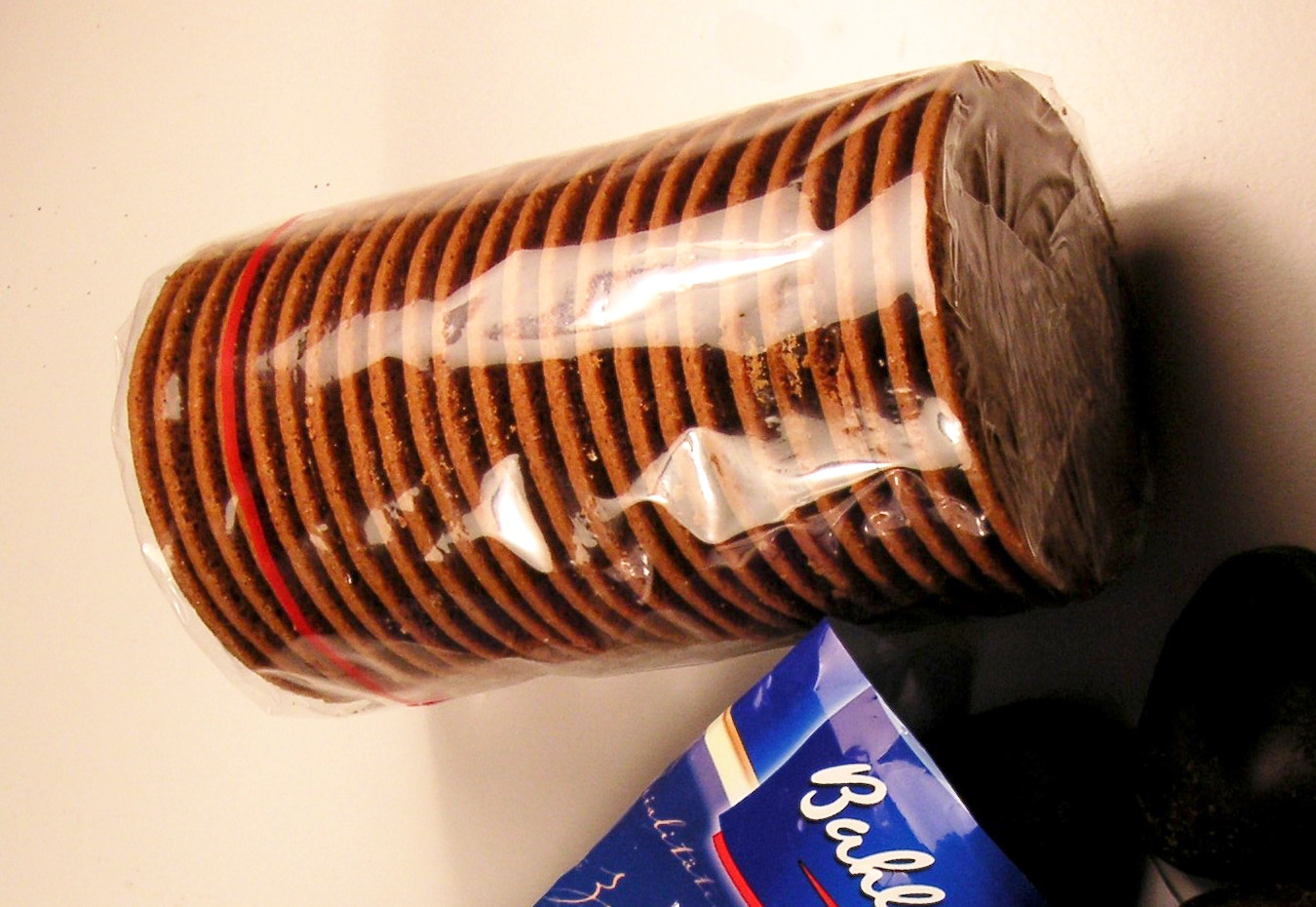
Bedruckte Cellophantüte und klare Cellophanverpackung

Produkte aus Biokunststoffen gehören zu den ältesten industriellen Kunststoffanwendungen, z. B. das seit 1869 hergestellte Celluloid, das von John Wesley Hyatt erfunden wurde. Im Jahr 1923 startete die Massenproduktion von Cellulosehydrat bzw. Zellglas unter dem Markennamen Cellophan, welches ebenfalls auf Cellulosebasis entstand und bis heute vor allem für Verpackungen sowie als Sichtfenster-Einsatz in Briefumschlägen genutzt wird. Es wurde vor allem für die Herstellung von transparenten Folien eingesetzt, wobei die Kosten für die Herstellung im Vergleich zu späteren Konkurrenten sehr hoch waren und Zellglas somit in vielen Bereichen verdrängt wurde. Aufgrund seiner Wasserempfindlichkeit wird Zellglas allerdings oft mit Polyvinylidenchlorid beschichtet und ist damit nicht mehr biologisch abbaubar.
Durch die Entwicklung von preiswerten Kunststoffen auf der Basis von Erdöl und Erdgas entstand in der ersten Hälfte des 20. Jahrhunderts eine Konkurrenz, durch die die ersten Biokunststoffe weitestgehend verdrängt wurden. Ab 1956 wurden schließlich großtechnische Herstellungsverfahren für die bis heute marktbeherrschenden Kunststoffe Polyethylen und Polypropylen mit verschiedenen Materialeigenschaften eingeführt: Fossile Standardkunststoffe verdrängten die Biokunststoffe weitestgehend aus dem Verpackungsbereich.
Erst nach 1980 gab es wieder Innovationen im Bereich der Biokunststoffe, die vor allem auf ein verändertes ökologisches Bewusstsein zurückzuführen sind. Als Argumente wurde erneuerbare Rohstoffe und geschlossene Stoffkreisläufe angeführt, später kam die Substitution des Erdöls als Hauptrohstoff aufgrund der steigenden Erdölpreise und des voraussichtlichen Endes der Ressourcen zum Tragen und die zunehmende Vermüllung der Landschaft und der Meere mit Plastikmüll, sowie deren Folgen. Aktuell wird die Entwicklung der Biokunststoffe vor allem mit den Argumenten Nachhaltigkeit und Ressourcenschonung vorangetrieben.

## Eigenschaften

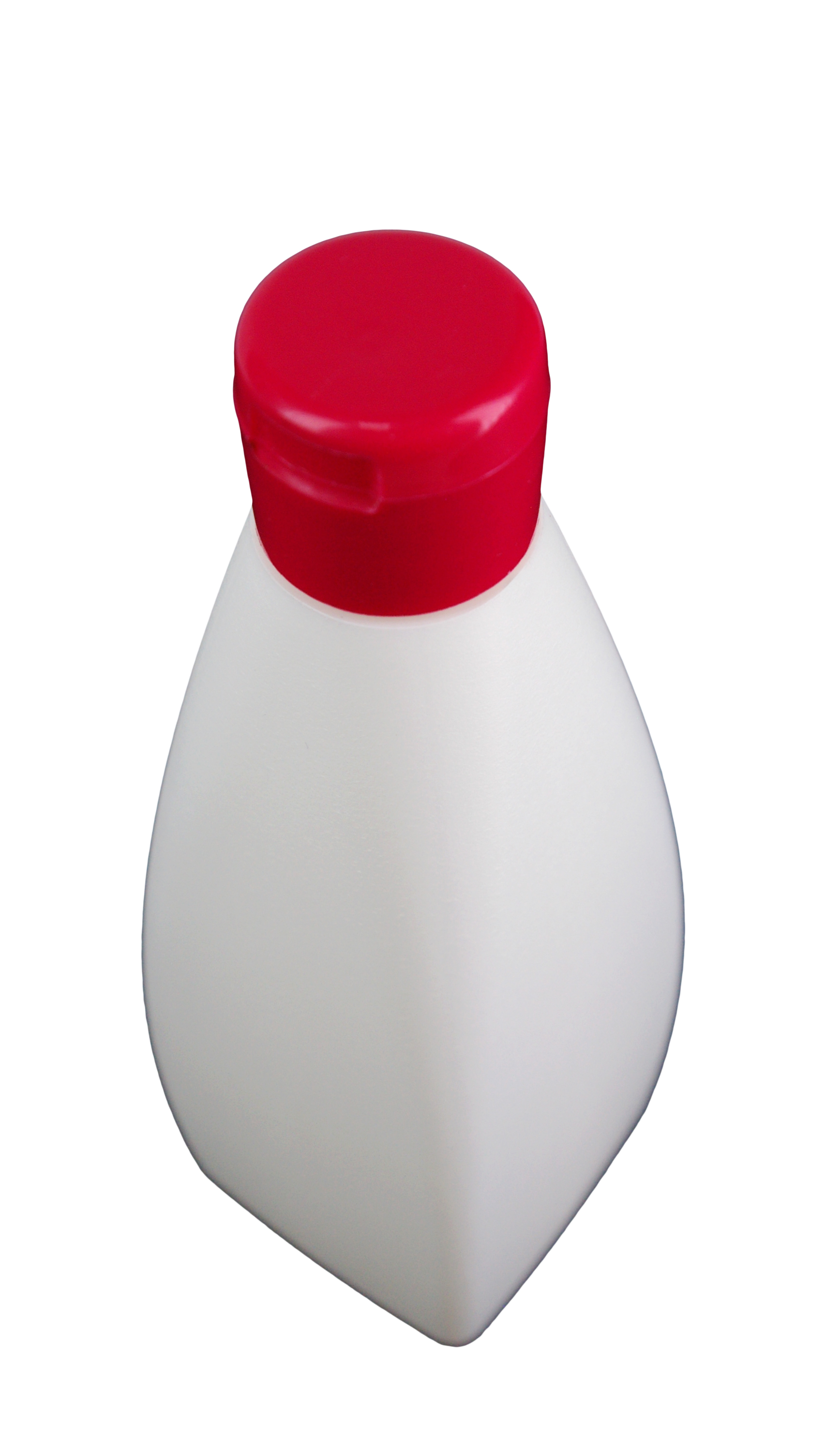
Flasche für Haarwaschmittel aus PLA (Prototyp)

Ebenso wie herkömmliche Verpackungen erfüllen Biokunststoff-Verpackungen die Aufgabe, verpackte Waren zu schützen und deren Lagerung, Laden, Transport, Verkauf, Dosierung und Entnahme zu vereinfachen bzw. erst zu ermöglichen sowie der Produktpräsentation und der Information über den Inhalt zu dienen. Vor allem aufgrund ihrer günstigen Umweltbilanz bzw. des positiven Umweltimage und aufgrund des zusätzlich möglichen Entsorgungsweges durch die Kompostierung im Bioabfall und dem damit verbundenen Potenzial, das Abfallaufkommen nicht verrottender Kunststoffe erheblich zu reduzieren, werden in den letzten Jahren zunehmend Biokunststoff-Verpackungen eingesetzt.

### Biologische Abbaubarkeit
Die Eigenschaft vieler Biokunststoffe, bei Kompostierung biologisch abbaubar zu sein, eröffnet bei Verpackungen neben der thermischen und der stofflichen Verwertung die Verwertung über die Kompostierung (Bioabfall) als zusätzlichen Entsorgungsweg. Je nach verwendeten Materialien sind die Verpackungen ausschließlich bei den in der industriellen Kompostierung gewährleisteten höheren Temperaturen (z. B. Polylactide – PLA) oder auch bei niedrigeren Temperaturen im privaten Kompost (z. B. Thermoplastische Stärke, einige PLA-Copolymere) abbaubar. Die Regelungen, ob Biokunststoff-Verpackungen von Haushalten in der Biotonne entsorgt werden dürfen, sind kommunal unterschiedlich und reichen von einem kompletten Verbot der Entsorgung als Biomüll bis zur Empfehlung, die Biotonne mit Abfallsäcken aus Biokunststoff auszukleiden.

## Rechtliche Rahmenbedingungen
Für Biokunststoffe gelten prinzipiell die gleichen Vorschriften wie für alle anderen Kunststoffe auch, insbesondere bei Anwendungen mit Lebensmittelkontakt oder medizinische Verwendungen. Beispielsweise gibt es in vielen Ländern Grenzwerte für die Migration von Substanzen aus Kunststoffen in Lebensmitteln, Einschränkungen für Einweg-Artikel und Vorschriften zu Recycling.

Biokunststoffe können umstritten sein, zum Beispiel wegen Umweltfolgen der Landwirtschaft, gentechnisch veränderter Pflanzen oder einer möglichen Konkurrenz von Rohstoffgewinnung und Nahrungsmittelproduktion. Die Kommission der Europäischen Union hat im November 2022 eine „Mitteilung“ zu einem „EU-Politikrahmen für biobasierte, biologisch abbaubare und kompostierbare Kunststoffe“ veröffentlicht. Sie ist zwar nicht rechtsverbindlich, macht aber „als Richtschnur für die künftige Arbeit der EU“ klar, welche Bedingungen Biokunststoffe erfüllen müssen, damit sie nach Ansicht der EU-Kommission „positive Auswirkungen auf die Umwelt haben, anstatt die Verschmutzung durch Kunststoffe, den Klimawandel und den Verlust an biologischer Vielfalt zu verschärfen“. 

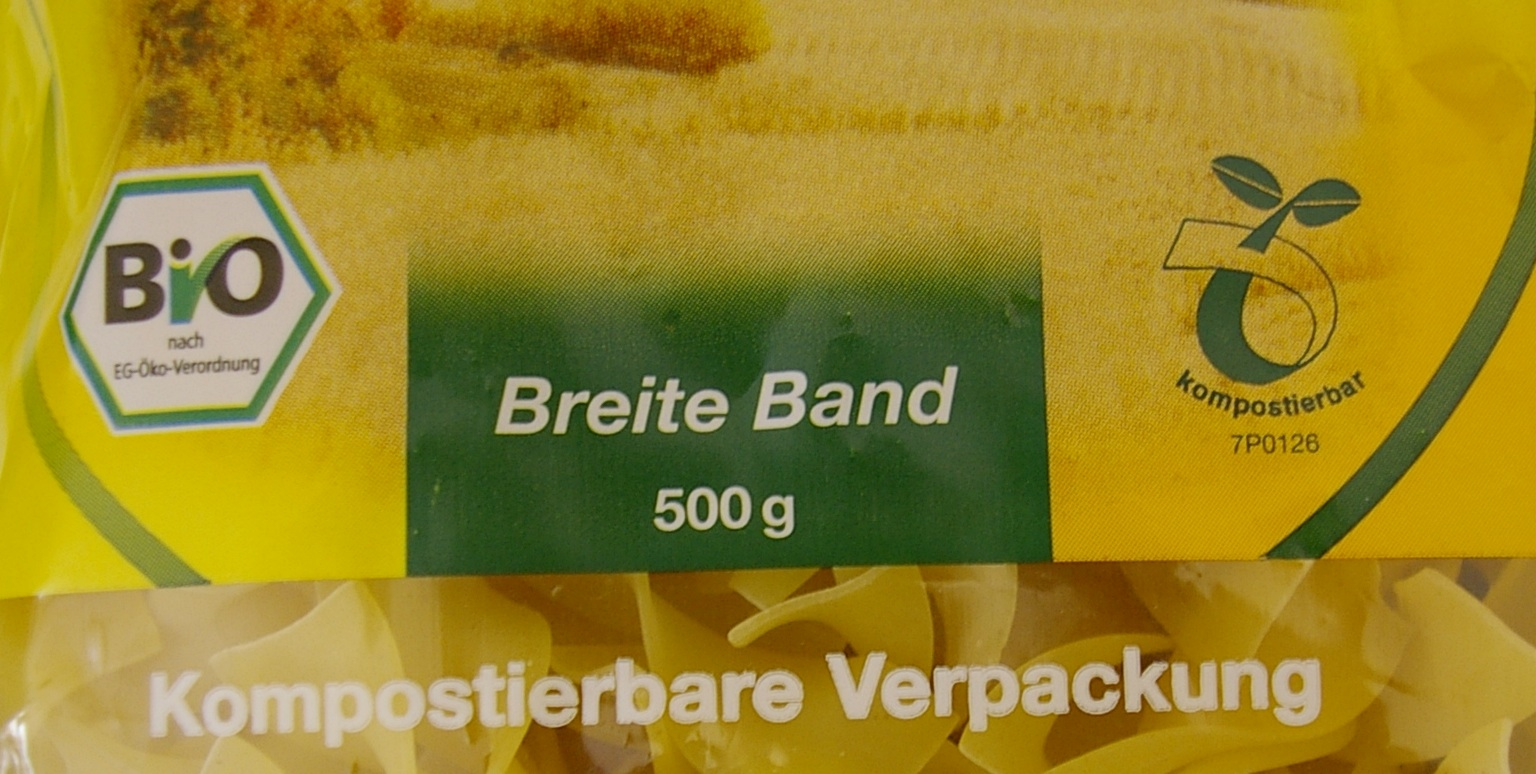
Biologisch abbaubare Verpackung (Cellulosebasierter Kunststoff)

In Deutschland unterliegen Biokunststoffe im Verpackungsbereich vor allem den rechtlichen Rahmenbedingungen der Verpackungsverordnung (VerpackV), die 1991 erstmals im Deutschen Bundestag beschlossen wurde, sowie die Bioabfallverordnung (BioAbfV). Ziel der aktuell gültigen Verpackungsverordnung von 1998 ist es, die Umweltbelastungen aus Verpackungsabfällen zu verringern und die Wiederverwendung oder Verwertung von Verpackungen zu fördern (§ 1 Abfallwirtschaftliche Ziele). Mit der dritten Novellierung der Verpackungsverordnung vom 27. Mai 2005 wurde eine besondere Ausnahmeregelung für biologisch abbaubare Werkstoffe (und damit auch für die Mehrheit der Biokunststoffe) eingeführt:
- § 16, Übergangsvorschriften (2) § 6 findet für Kunststoffverpackungen, die aus biologisch abbaubaren Werkstoffen hergestellt sind und deren sämtliche Bestandteile gemäß einer herstellerunabhängigen Zertifizierung nach anerkannten Prüfnormen kompostierbar sind, bis zum 31. Dezember 2012 keine Anwendung. Die Hersteller und Vertreiber haben sicherzustellen, dass ein möglichst hoher Anteil der Verpackungen einer Verwertung zugeführt wird.[4]

Diese Regelung ist in der fünften Novellierung der Verpackungsverordnung, die am 1. April 2009 in Kraft getreten ist, aufgegriffen und erweitert:
- § 16, Übergangsvorschriften (2) Die §§ 6 und 7 finden für Kunststoffverpackungen, die aus biologisch abbaubaren Werkstoffen hergestellt sind und deren sämtliche Bestandteile gemäß einer herstellerunabhängigen Zertifizierung nach anerkannten Prüfnormen kompostierbar sind, bis zum 31. Dezember 2012 keine Anwendung. Die Hersteller und Vertreiber haben sicherzustellen, dass ein möglichst hoher Anteil der Verpackungen einer Verwertung zugeführt wird. § 9 findet für Einweggetränkeverpackungen aus Kunststoff, die die in Satz 1 genannten Voraussetzungen erfüllen und zu mindestens 75 Prozent aus nachwachsenden Rohstoffen hergestellt sind, bis zum 31. Dezember 2012 keine Anwendung, soweit sich Hersteller und Vertreiber hierfür an einem oder mehreren Systemen nach § 6 Abs. 3 beteiligen. Die Erfüllung der in Satz 3 genannten Bedingung, wonach die Einweggetränkeverpackung zu mindestens 75 Prozent aus nachwachsenden Rohstoffen hergestellt werden muss, ist durch einen unabhängigen Sachverständigen im Sinne des Anhangs I Nr. 2 Abs. 4 nachzuweisen. Im Übrigen bleibt § 9 unberührt. Im Fall des Satzes 3 und soweit Einweggetränkeverpackungen aus biologisch abbaubaren Kunststoffen nach Satz 1 nach § 9 Abs. 2 keiner Pfandpflicht unterliegen, haben sich Hersteller und Vertreiber abweichend von Satz 1 hierfür an einem System nach § 6 Abs. 3 zu beteiligen, soweit es sich um Verpackungen handelt, die bei privaten Endverbraucher anfallen.[6]

Mit dieser Ausnahmeregelung und dem daraus resultierenden Wettbewerbsvorteil durch die Befreiung von den Lizenzgebühren für das Duale System sowie der Rücknahmepflicht der Verpackungen bzw. der Pfandpflicht von Einwegflaschen bis zum Jahr 2012 soll die Entwicklung des Marktes für Biokunststoffe und biologisch abbaubare Werkstoffe in Deutschland angekurbelt werden.
Die Bioabfallverordnung (BioAbfV) von 1998 (letzte Fassung von Februar 2007) zielt in 14 Paragraphen und drei Anhängen auf die ordnungsgemäße Untersuchung, Behandlung und Verwertung von Bioabfällen und Gemischen. Sie richtet sich an Entsorgungsträger, Erzeuger, Besitzer, Behandler und Hersteller für Bioabfälle und Gemische. In dieser Verordnung werden biologisch abbaubare Kunststoffe als Bioabfälle betrachtet und eine Entsorgung über die Biotonne oder den Kompost empfohlen. Dies gilt natürlich nicht für Biokunststoffe, die nicht oder nur schwer biologisch abbaubar sind.

## Verwendung

### Verpackung kurzlebiger Güter
Biokunststoffe werden oft für kurzlebige Güter eingesetzt, bei denen von der Herstellung des zu verpackenden Gutes bis hin zu dessen Verzehr/Gebrauch meist nur wenige Wochen vergehen. Die Kompostierbarkeit als alternativer Entsorgungsweg gilt hier als ein wesentlicher Aspekt für die Verwendung. So kann auch verdorbene organische Ware gemeinsam mit der Verpackung entsorgt werden, das sonst nötige Auspacken entfällt.
Biokunststoffe sind atmungsaktiver als viele herkömmliche Kunststoffe. Daher können Waren wie Salate und Frischgemüse, die zur Frischhaltung auf einen Luftaustausch angewiesen sind, ohne Perforation eingepackt werden. Die Atmungsaktivität kann im Gegenzug allerdings bedeuten, dass Nahrungsgüter, an die kein Sauerstoff gelangen darf (z. B. Ketchup) oder Güter, die austrocknen können, mit Biokunststoffen nicht uneingeschränkt verpackt werden können.

### Essbares Geschirr und Verpackung
Eine Weiterentwicklung der Verpackungen aus Biokunststoff stellen essbares Geschirr und Verpackungen dar, die entsprechend mit dem Slogan „essbar“ vermarktet werden. Diese haben den Vorteil, neben ihrer Kompostierbarkeit auch durch reinen Verzehr entsorgt werden zu können. Die aus Stärke bestehenden und mit Bienenwachs überzogenen Verpackungen werden meist mit Aromen versetzt, um dem Konsumenten, nachdem dieser das eigentliche Produkt konsumiert hat, auch den Verzehr der Verpackung schmackhaft zu machen.
Diese Variante der biologisch abbaubaren Verpackung erfreut sich keiner großen Beliebtheit in der Bevölkerung. Hierbei spielt insbesondere der hygienische sowie ästhetische Aspekt eine Rolle, da niemand weiß, womit die essbaren Verpackungen vor dem Verzehr bereits in Berührung gekommen sind. Kritik wurde zudem am Geschmack der Verpackungen geäußert.
Anders verhält es sich bei essbarem Einweggeschirr, das häufig aus Waffeln hergestellt wird (insbesondere Waffelschalen unterschiedlicher Form und Größe). Diese werden insbesondere zum Servieren und beim Außer-Haus-Verkauf von Speiseeis und bei ökologisch ambitionierten Events verwendet. Teigtaschen, Pasteten und Vol-au-vents (Blätterteigpasteten), die zwar auch zur Aufnahme von Speisen dienen, aber nicht als Ersatz von Geschirr, zählen aber nicht als Essbares Geschirr, weil sie Geschirr nicht ersetzen. Darüber hinaus gibt es auch Fingerfood, das ohne Geschirr verzehrt wird. Auch Verpackungen aus essbaren Algen werden erprobt und zum Beispiel von der Restaurantkette Nordsee getestet.

### Anwendungen

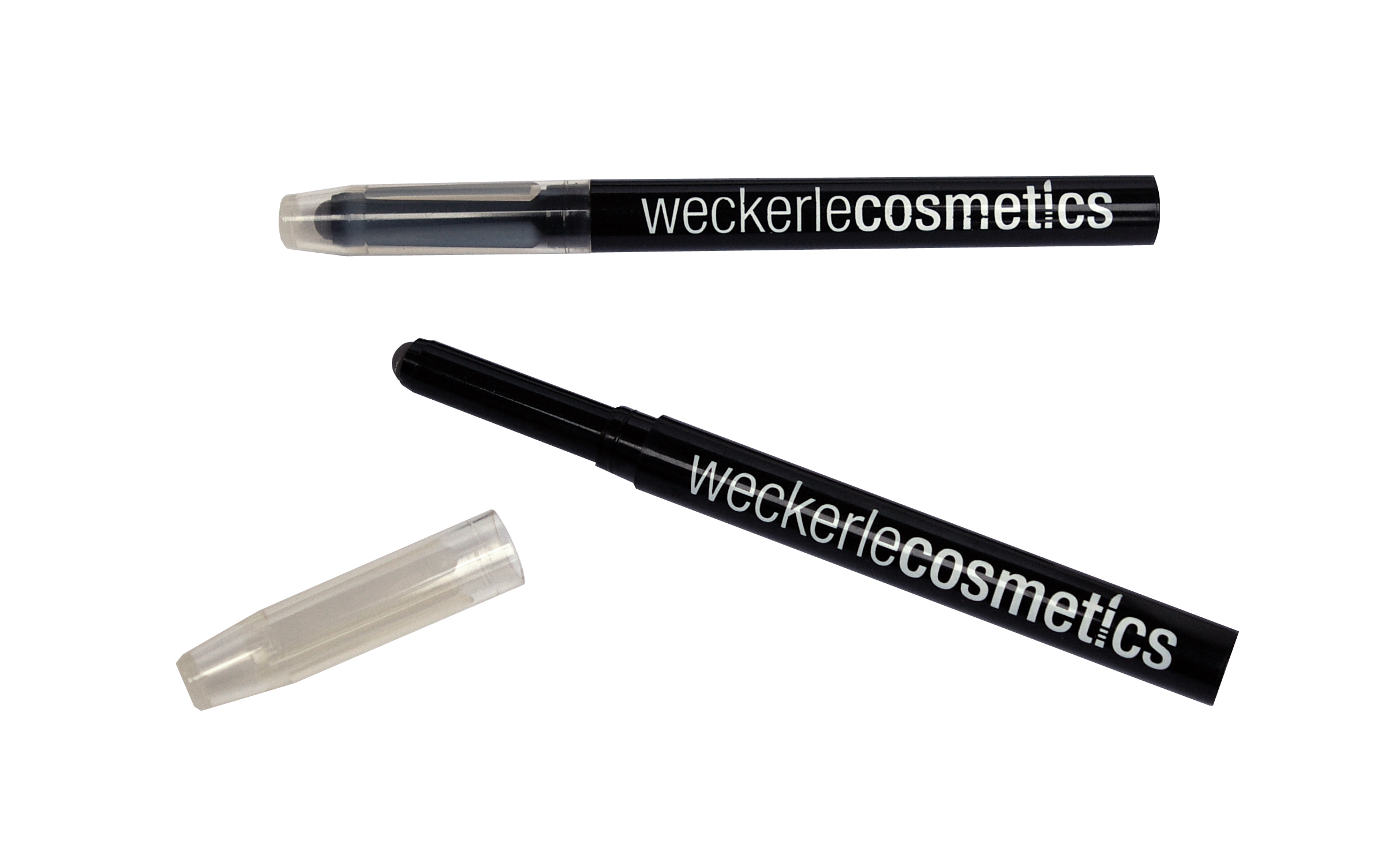
Kosmetikstift aus Celluloseacetat

Auch Verpackungshilfsstoffe wie Luftpolsterbeutel und Luftkissen werden aus Biokunststoffen hergestellt. Sehr weit verbreitet sind zudem einfach aufgeschäumte duroplastische Verpackungschips, die auf der Basis von Stärke hergestellt werden. Wegen der höheren Luftdurchlässigkeit von Biokunststoffen verlieren daraus gefertigte Luftpolster den Luftdruck allerdings schneller als herkömmliche Kunststoffe gleicher Foliendicke.
Mit der verfahrenstechnischen Weiterentwicklung von Biokunststoffen konnten in den letzten Jahren Biokunststoffe zunehmend für Anwendungsbereiche verwendet werden, die wegen der Materialeigenschaften bisher nicht möglich waren. So produziert ein Anbieter beispielsweise Biokunststoff-Netze für Obst und Gemüse, die verfahrenstechnisch schwierig zu verpacken sind, und Beutel für Tiefkühlkost, die bei Temperaturen bis −30 °C schlagzäh sein müssen, um einen Sturz unbeschadet zu überstehen, aus Mischungen von Polylactiden mit anderen Polymeren (PLA-Blends).
Biokunststoff-Behälter für flüssige Produkte, z. B. Milch oder Haarwaschmittel, die im Blasformverfahren hergestellt werden, eignen sich bisher vor allem für kurzlebige Produkte. Beschichtungen, die die Barrierewirkung der Verpackung erhöhen, sollen künftig auch langlebigere Produkte ohne Flüssigkeitsverlust schützen. Bei Verkaufsverpackungen für Kosmetika spielt die Präsentation (Optik, Haptik) eine besondere Rolle, Produkte aus Celluloseacetat sind in der Entwicklung.